# Bắc Mỹ
Bắc Mỹ (Tiếng Anh: North America) là một lục địa nằm hoàn toàn trong Bắc Bán cầu và gần như hoàn toàn trong Tây Bán cầu của Trái Đất, có thể được miêu tả là tiểu lục địa phía Bắc của châu Mỹ. Lục địa này giáp với Bắc Băng Dương về phía Bắc, với Đại Tây Dương về phía Đông, với Nam Mỹ và Biển Caribe về phía Đông Nam, cũng như với Thái Bình Dương về phía Tây và phía Nam. Lục địa này nằm trên mảng kiến tạo Bắc Mỹ nên Greenland được xem là thuộc Bắc Mỹ về mặt địa lý.
Bắc Mỹ có diện tích khoảng 24.709.000 ki-lô-mét vuông (9.540.000 dặm vuông), khoảng 16,5% diện tích đất liền của Trái Đất và khoảng 4,8% toàn bộ bề mặt của hành tinh này. Trên thế giới, đây là lục địa có diện tích lớn thứ ba, sau châu Á và châu Phi, cũng như lục địa có dân số cao thứ tư, sau châu Á, châu Phi và châu Âu. Năm 2013, tổng dân số của 23 nhà nước độc lập ở Bắc Mỹ được ước tính là 579 triệu người, hay 7,5% dân số thế giới.
Con người lần đầu tiên đặt chân lên Bắc Mỹ khoảng 40.000 đến 17.000 năm trước vào thời kỳ băng hà cuối cùng bằng cách đi qua cầu đất liền Bering. Thời kỳ Paleo-Indian kéo dài đến khoảng 10.000 năm trước. Giai đoạn cổ điển kéo dài từ thế kỷ thứ 6 đến thế kỷ thứ 13. Thời kỳ Tiền Colombo kết thúc vào năm 1492, khi người định cư từ châu Âu bắt đầu di cư đến Bắc Mỹ trong thời đại Khám phá và thời kỳ cận đại. Tuy nhiên, Bắc Mỹ (trừ Greenland) được nhắc đến lần đầu tiên trong sử sách châu Âu vào khoảng năm 1000 TCN mà cụ thể là trong các saga của người Bắc Âu. Ngày nay, các đặc điểm về văn hóa và sắc tộc của dân cư Bắc Mỹ phản ánh sự tương tác giữa thực dân châu Âu, dân bản địa, nô lệ đến từ châu Phi, người nhập cư từ châu Âu, châu Á và Nam Á, cũng như hậu duệ của các nhóm người này.
Do quá trình thuộc địa hóa của châu Âu, phần lớn dân số Bắc Mỹ nói các ngôn ngữ châu Âu như tiếng Anh, tiếng Tây Ban Nha hay tiếng Pháp, và các nền văn hóa của họ nhìn chung phản ánh các truyền thống của nền văn hóa phương Tây. Tuy nhiên, ở một số khu vực của Canada, Hoa Kỳ, Mexico và Trung Mỹ, các nhóm người bản địa vẫn duy trì những truyền thống văn hóa và nói ngôn ngữ của riêng mình.

## Phạm vi
Theo định nghĩa chính thức của Liên Hợp Quốc, "Bắc Mỹ" bao gồm 3 khu vực: Bắc Mỹ, Trung Mỹ và Caribe.
Pháp, Ý, Bồ Đào Nha, Tây Ban Nha, Romani, Hy Lạp và các quốc gia Mỹ Latinh sử dụng mô hình 6 châu lục, trong đó Bắc Mỹ và Nam Mỹ được gộp thành một châu lục và tên gọi Bắc Mỹ được dùng để chỉ tiểu lục địa chứa Canada, Hoa Kỳ, Mexico, Saint Pierre và Miquelon (thuộc Pháp), và đôi khi cả Greenland và Bermuda.

### Phân vùng
Bắc Mỹ được chia thành nhiều vùng về mặt địa lý, văn hóa hoặc kinh tế, và mỗi vùng đó lại bao gồm những vùng nhỏ hơn. Các vùng kinh tế được hình thành từ những khối thương mại chẳng hạn như khối Hiệp định Thương mại Bắc Mỹ hay khối Hiệp định Thương mại Trung Mỹ. Về mặt ngôn ngữ và văn hóa, lục địa này có thể được chia thành Mỹ Ănglê và Mỹ Latinh. Mỹ Ănglê bao gồm phần lớn khu vực Bắc Mỹ, Belize và các hòn đảo Caribe có dân số chủ yếu nói tiếng Anh (tuy một số khu vực, chẳng hạn như Louisiana và Quebec, có lượng lớn dân số nói tiếng Pháp; ở Quebec, tiếng Pháp là ngôn ngữ chính thức duy nhất).
Miền Nam lục địa Bắc Mỹ được chia thành hai vùng: Trung Mỹ và Caribe. Miền Bắc của lục địa cũng được phân chia thành các khu vực rõ ràng. Tên gọi "Bắc Mỹ" đôi khi được dùng để chỉ Mexico, Canada, Hoa Kỳ và Greenland thay vì toàn bộ lục địa.
Thuật ngữ "khu vực Bắc Mỹ" được dùng để chỉ các quốc gia và vùng lãnh thổ ở phía Bắc của Bắc Mỹ, bao gồm Hoa Kỳ, Bermuda, Saint-Pierre và Miquelon, Canada và Greenland,
Hai quốc gia có diện tích lớn nhất Bắc Mỹ, Canada và Hoa Kỳ, cũng được chia thành những vùng rõ rệt và được công nhận rộng rãi. Canada được chia thành (từ Đông sang Tây) Atlantic Canada, miền Trung Canada, đồng cỏ Canada, bờ biển British Columbia, và miền Bắc Canada. Mỗi vùng này lại bao gồm những vùng nhỏ hơn. Theo Cục Thống kê Dân số Hoa Kỳ, Hoa Kỳ được chia thành New England, các tiểu bang Trung-Đại Tây Dương, các tiểu bang Nam Đại Tây Dương, các tiểu bang Trung Đông Bắc, các tiểu bang Trung Tây Bắc, các tiểu bang Trung Đông Nam, các tiểu bang Trung Tây Nam, các tiểu bang miền Núi và các tiểu bang bờ Tây. Hai quốc gia này có chung khu vực Ngũ Đại Hồ. Ở cả hai quốc gia đều đã hình thành nên các siêu đô thị, chẳng hạn như ở Tây Bắc Thái Bình Dương hay các siêu đô thị Ngũ Đại Hồ.

### Quốc gia và vùng lãnh thổ
| Quốc huy                         | Quốc kỳ | Quốc gia hoặc vùng lãnh thổ                       | Thủ đô              | Diện tích                               | Dân số (2018) | Mật độ dân số                |
| -------------------------------- | ------- | ------------------------------------------------- | ------------------- | --------------------------------------- | ------------- | ---------------------------- |
| Anguilla                         |         | Anguilla (Vương quốc Anh)                         | The Valley          | 91 km2 (35 dặm vuông Anh)               | 14.731        | 164,8/km2 (427/sq mi)        |
| Antigua and Barbuda              |         | Antigua và Barbuda                                | St. John's          | 442 km2 (171 dặm vuông Anh)             | 96.286        | 199,1/km2 (516/sq mi)        |
| Aruba                            |         | Aruba (Vương quốc Hà Lan)                         | Oranjestad          | 180 km2 (69 dặm vuông Anh)              | 105.845       | 594,4/km2 (1.539/sq mi)      |
| Bahamas                          |         | Bahamas                                           | Nassau              | 13.943 km2 (5.383 dặm vuông Anh)        | 385.637       | 24,5/km2 (63/sq mi)          |
| Barbados                         |         | Barbados                                          | Bridgetown          | 430 km2 (170 dặm vuông Anh)             | 286.641       | 595,3/km2 (1.542/sq mi)      |
| Belize                           |         | Belize                                            | Belmopan            | 22.966 km2 (8.867 dặm vuông Anh)        | 383.071       | 13,4/km2 (35/sq mi)          |
| Bermuda                          |         | Bermuda (Vương quốc Anh)                          | Hamilton            | 54 km2 (21 dặm vuông Anh)               | 62.756        | 1.203,7/km2 (3.118/sq mi)    |
| Bonaire                          |         | Bonaire (Vương quốc Hà Lan)                       | Kralendijk          | 294 km2 (114 dặm vuông Anh)             | 12,093        | 41,1/km2 (106/sq mi)         |
| British Virgin Islands           |         | Quần đảo Virgin thuộc Anh (Vương quốc Anh)        | Road Town           | 151 km2 (58 dặm vuông Anh)              | 29.802        | 152,3/km2 (394/sq mi)        |
| Canada                           |         | Canada                                            | Ottawa              | 9.984.670 km2 (3.855.100 dặm vuông Anh) | 37.064.562    | 3,7/km2 (9,6/sq mi)          |
| Cayman Islands                   |         | Quần đảo Cayman (Vương quốc Anh)                  | George Town         | 264 km2 (102 dặm vuông Anh)             | 64.174        | 212,1/km2 (549/sq mi)        |
| France                           |         | Đảo Clipperton (Pháp)                             | —                   | 6 km2 (2,3 dặm vuông Anh)               | 0             | 0/km2 (0/sq mi)              |
| Costa Rica                       |         | Costa Rica                                        | San José            | 51.100 km2 (19.700 dặm vuông Anh)       | 4.999.441     | 89,6/km2 (232/sq mi)         |
| Cuba                             |         | Cuba                                              | La Habana           | 109.886 km2 (42.427 dặm vuông Anh)      | 11.338.134    | 102,0/km2 (264/sq mi)        |
| Curaçao                          |         | Curaçao (Vương quốc Hà Lan)                       | Willemstad          | 444 km2 (171 dặm vuông Anh)             | 162.752       | 317,1/km2 (821/sq mi)        |
| Dominica                         |         | Dominica                                          | Roseau              | 751 km2 (290 dặm vuông Anh)             | 71.625        | 89,2/km2 (231/sq mi)         |
| Dominican Republic               |         | Cộng hòa Dominica                                 | Santo Domingo       | 48.671 km2 (18.792 dặm vuông Anh)       | 10.627.141    | 207,3/km2 (537/sq mi)        |
| El Salvador                      |         | El Salvador                                       | San Salvador        | 21.041 km2 (8.124 dặm vuông Anh)        | 6.420.746     | 293,0/km2 (759/sq mi)        |
| Venezuela                        |         | Các vùng lãnh thổ phụ thuộc Venezuela (Venezuela) | Gran Roque          | 342 km2 (132 dặm vuông Anh)             | 2,155         | 6,3/km2 (16/sq mi)           |
| Greenland                        |         | Greenland (Vương quốc Đan Mạch)                   | Nuuk                | 2.166.086 km2 (836.330 dặm vuông Anh)   | 56.564        | 0,026/km2 (0,067/sq mi)      |
| Grenada                          |         | Grenada                                           | St. George's        | 344 km2 (133 dặm vuông Anh)             | 111.454       | 302,3/km2 (783/sq mi)        |
| France                           |         | Guadeloupe (Pháp)                                 | Basse-Terre         | 1.628 km2 (629 dặm vuông Anh)           | 399.848       | 246,7/km2 (639/sq mi)        |
|                                  |         | Căn cứ Hải quân vịnh Guantánamo (Hoa Kỳ)          | —                   | 116 km2 (45 dặm vuông Anh)              | 0             | 0/km2 (0/sq mi)              |
|                                  |         | Guatemala                                         | Thành phố Guatemala | 108.889 km2 (42.042 dặm vuông Anh)      | 17.247.849    | 128,8/km2 (334/sq mi)        |
|                                  |         | Haiti                                             | Port-au-Prince      | 27.750 km2 (10.710 dặm vuông Anh)       | 11.123.178    | 361,5/km2 (936/sq mi)        |
| Honduras                         |         | Honduras                                          | Tegucigalpa         | 112.492 km2 (43.433 dặm vuông Anh)      | 9.587.522     | 66,4/km2 (172/sq mi)         |
| Jamaica                          |         | Jamaica                                           | Kingston            | 10.991 km2 (4.244 dặm vuông Anh)        | 2.934.847     | 247,4/km2 (641/sq mi)        |
| France                           |         | Martinique (Pháp)                                 | Fort-de-France      | 1.128 km2 (436 dặm vuông Anh)           | 375.673       | 352,6/km2 (913/sq mi)        |
|                                  |         | Mexico                                            | Thành phố Mexico    | 1.964.375 km2 (758.449 dặm vuông Anh)   | 126.190.788   | 57,1/km2 (148/sq mi)         |
| Montserrat                       |         | Montserrat (Vương quốc Anh)                       | Plymouth, Brades    | 102 km2 (39 dặm vuông Anh)              | 4.993         | 58,8/km2 (152/sq mi)         |
| Nicaragua                        |         | Nicaragua                                         | Managua             | 130.373 km2 (50.337 dặm vuông Anh)      | 6.465.501     | 44,1/km2 (114/sq mi)         |
|                                  |         | Nueva Esparta (Venezuela)                         | La Asunción         | 1.151 km2 (444 dặm vuông Anh)           | 491,610       | 427,1/km2 (1.106/sq mi)      |
| Panama                           |         | Panama                                            | Thành phố Panama    | 75.417 km2 (29.119 dặm vuông Anh)       | 4.176.869     | 45,8/km2 (119/sq mi)         |
| Puerto Rico                      |         | Puerto Rico (Hoa Kỳ)                              | San Juan            | 8.870 km2 (3.420 dặm vuông Anh)         | 3.039.596     | 448,9/km2 (1.163/sq mi)      |
| Saba                             |         | Saba (Vương quốc Hà Lan)                          | The Bottom          | 13 km2 (5,0 dặm vuông Anh)              | 1,537         | 118,2/km2 (306/sq mi)        |
|                                  |         | San Andrés và Providencia (Colombia)              | San Andrés          | 53 km2 (20 dặm vuông Anh)               | 77,701        | 1.468,59/km2 (3.803,6/sq mi) |
| Saint Barthélemy                 |         | Saint Barthélemy (Pháp)                           | Gustavia            | 21 km2 (8,1 dặm vuông Anh)              | 7,448         | 354,7/km2 (919/sq mi)        |
| Saint Kitts and Nevis            |         | Saint Kitts và Nevis                              | Basseterre          | 261 km2 (101 dặm vuông Anh)             | 52.441        | 199,2/km2 (516/sq mi)        |
| Saint Lucia                      |         | Saint Lucia                                       | Castries            | 539 km2 (208 dặm vuông Anh)             | 181.889       | 319,1/km2 (826/sq mi)        |
| Collectivity of Saint Martin     |         | Saint-Martin (Pháp)                               | Marigot             | 54 km2 (21 dặm vuông Anh)               | 29,820        | 552,2/km2 (1.430/sq mi)      |
| Saint Pierre and Miquelon        |         | Saint-Pierre và Miquelon (Pháp)                   | Saint-Pierre        | 242 km2 (93 dặm vuông Anh)              | 5.849         | 24,8/km2 (64/sq mi)          |
| Saint Vincent and the Grenadines |         | Saint Vincent và Grenadines                       | Kingstown           | 389 km2 (150 dặm vuông Anh)             | 110.211       | 280,2/km2 (726/sq mi)        |
| Sint Eustatius                   |         | Sint Eustatius (Vương quốc Hà Lan)                | Oranjestad          | 21 km2 (8,1 dặm vuông Anh)              | 2,739         | 130,4/km2 (338/sq mi)        |
| Sint Maarten                     |         | Sint Maarten (Vương quốc Hà Lan)                  | Philipsburg         | 34 km2 (13 dặm vuông Anh)               | 41.940        | 1.176,7/km2 (3.048/sq mi)    |
| Trinidad and Tobago              |         | Trinidad và Tobago                                | Port of Spain       | 5.130 km2 (1.980 dặm vuông Anh)         | 1.389.843     | 261,0/km2 (676/sq mi)        |
|                                  |         | Quần đảo Turks và Caicos (Vương quốc Anh)         | Cockburn Town       | 948 km2 (366 dặm vuông Anh)             | 37.665        | 34,8/km2 (90/sq mi)          |
| United States                    |         | Hoa Kỳ                                            | Washington, D.C.    | 9.629.091 km2 (3.717.813 dặm vuông Anh) | 327.096.265   | 32,7/km2 (85/sq mi)          |
|                                  |         | Quần đảo Virgin thuộc Mỹ (Hoa Kỳ)                 | Charlotte Amalie    | 347 km2 (134 dặm vuông Anh)             | 104.680       | 317,0/km2 (821/sq mi)        |
| Tổng                             | Tổng    | Tổng                                              | Tổng                | 24.500.995                              | 541.720.440   | 22,1/km2 (57/sq mi)          |

## Đặc điểm tự nhiên

### Địa lý

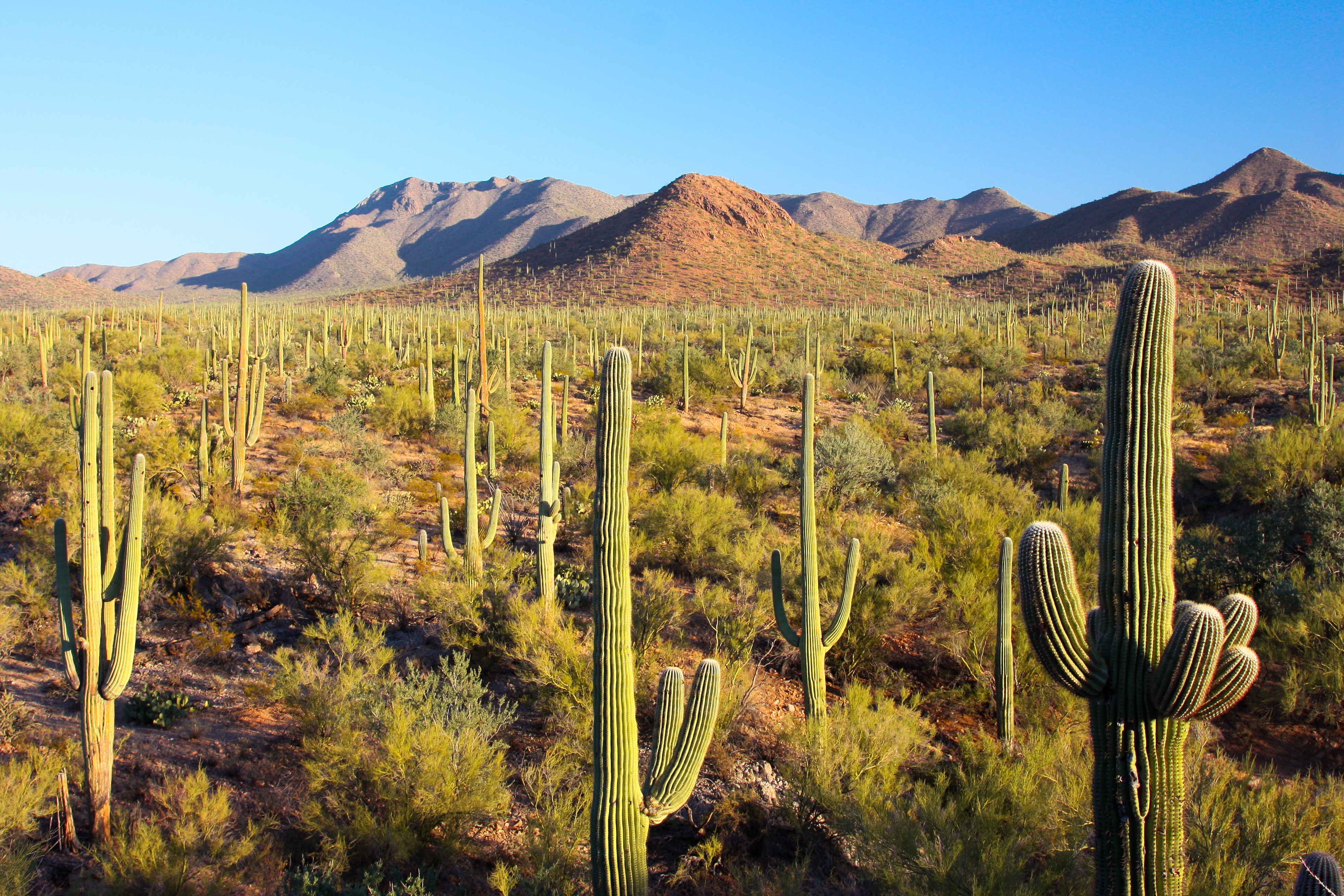
Sa mạc Sonoran ở Arizona

Bắc Mỹ là phần phía Bắc của vùng đất thường được biết đến với các tên gọi Tân thế giới, Tây Bán cầu hay châu Mỹ. Bắc Mỹ là châu lục có diện tích lớn thứ ba sau châu Á và châu Phi. Kết nối bằng đường bộ duy nhất giữa Bắc Mỹ và Nam Mỹ là ở eo đất Daria hoặc eo đất Panama. Theo phần lớn các nhà địa lý học, điểm cực Đông Nam của Bắc Mỹ là khoảng cách Darién Gap nằm trên đường  biên giới giữa Colombia và Panama, khiến cho gần như toàn bộ Panama được xem là thuộc Bắc Mỹ. Tuy nhiên, một số nhà địa chất học cho rằng điểm cực Nam của Bắc Mỹ là eo đất Tehuantepec, Mexico; từ đây, Trung Mỹ trải dài theo hướng Đông Nam thuộc về Nam Mỹ. Các hòn đảo Caribe hay Tây Ấn được xem là một phần của Bắc Mỹ. Lục địa này có đường bờ biển dài và không đồng đều. Vịnh Mexico là thủy phận lớn nhất ở Bắc Mỹ, theo sau là vịnh Hudson. Các vịnh nổi bật khác bao gồm vịnh Saint Lawrence và vịnh California.
Trước khi eo đất Trung Mỹ được hình thành, khu vực này từng chìm dưới nước. Các hòn đảo Tây Ấn là những gì còn sót lại của một cây cầu đất liền từng kết nối Bắc và Nam Mỹ.

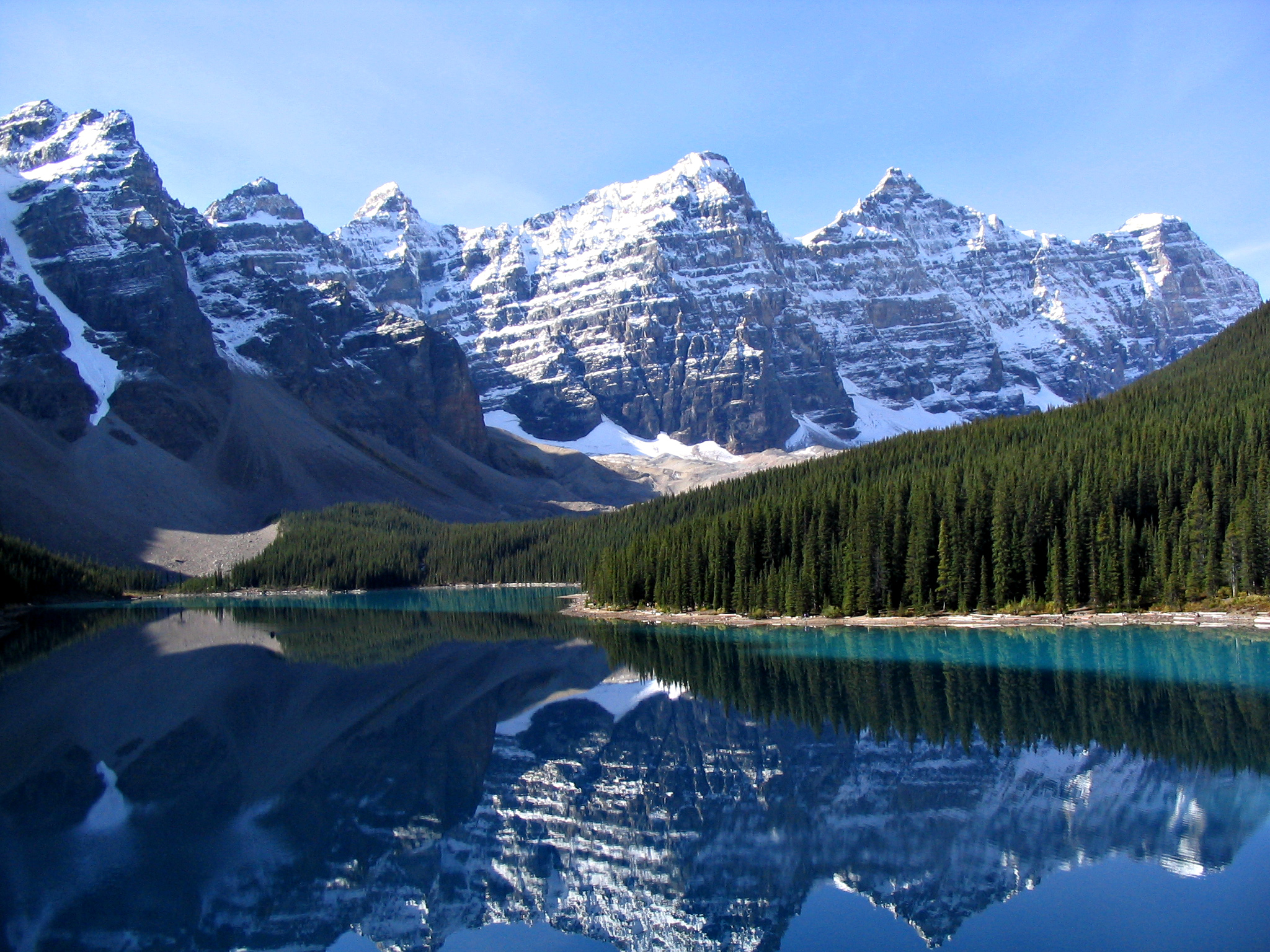
Hồ Moraine ở Vườn Quốc gia Banff

Ngoài khơi Bắc Mỹ có nhiều hòn đảo; nổi bật nhất là quần đảo Bắc Cực, quần đảo Bahamas, quần đảo Turks và Caicos, các quần đảo Đại Antilles và Tiểu Antilles, quần đảo Aleut (trong đó có một số hòn đảo nằm trên Đông Bán cầu), quần đảo Alexander, hàng nghìn hòn đảo gần Bờ biển British Columbia, và Newfoundland. Greenland, một hòn đảo tự trị thuộc Đan Mạch và là hòn đảo lớn nhất thế giới, nằm trên mảng kiến tạo với Bắc Mỹ (mảng Bắc Mỹ) nên được xem là một phần của lục địa này về mặt địa lý. Về mặt địa chất, Bermuda không phải là một phần của châu Mỹ mà là một hòn đảo được hình thành trên sống núi giữa Đại Tây Dương hơn 100 triệu năm trước. Địa điểm trên lục địa gần với Bermuda nhất là mũi Hatteras, North Carolina. Tuy nhiên, Bermuda vẫn thường được xem là một phần của Bắc Mỹ, đặc biệt là về mặt lịch sử, chính trị và văn hóa, vì mối liên hệ giữa hòn đảo này với Virginia cũng như các khu vực khác của lục địa.
Phần lớn lục địa Bắc Mỹ nằm trên mảng kiến tạo Bắc Mỹ. Một phần của miền tây Mexico, trong đó có Baja California, và một phần của California, bao gồm các thành phố San Diego, Los Angeles và Santa Cruz, nằm trên rìa phía Đông của mảng Thái Bình Dương. Hai mảng kiến tạo này giáp nhau tại đứt gãy San Andreas. Khu vực cực Nam của Bắc Mỹ và phần lớn Tây Ấn nằm trên mảng Caribe. Về phía Tây, mảng Bắc Mỹ giáp các mảng Juan de Fuca và Cocos.
Bắc Mỹ có thể được chia thành bốn khu vực lớn (mỗi khu vực bao gồm các khu vực nhỏ hơn): Đại Bình nguyên kéo dài từ Vịnh Mexico đến phía Bắc Canada; khu vực đồi núi phía Tây tương đối trẻ bao gồm dãy Rocky, Đại Bồn địa, California và Alaska; khu vực cao nguyên tương đối bằng phẳng ở phía Đông Bắc; và khu vực địa hình đa dạng phía Đông bao gồm dãy Appalachia, đồng bằng duyên hải dọc theo bờ biển Đại Tây Dương và bán đảo Florida. Mexico, bao gồm các cao nguyên và dãy núi trải dài, nằm chủ yếu ở phía Tây của châu lục, mặc dù đồng bằng duyên hải phía Đông của quốc gia này vẫn trải dài về phía Nam.

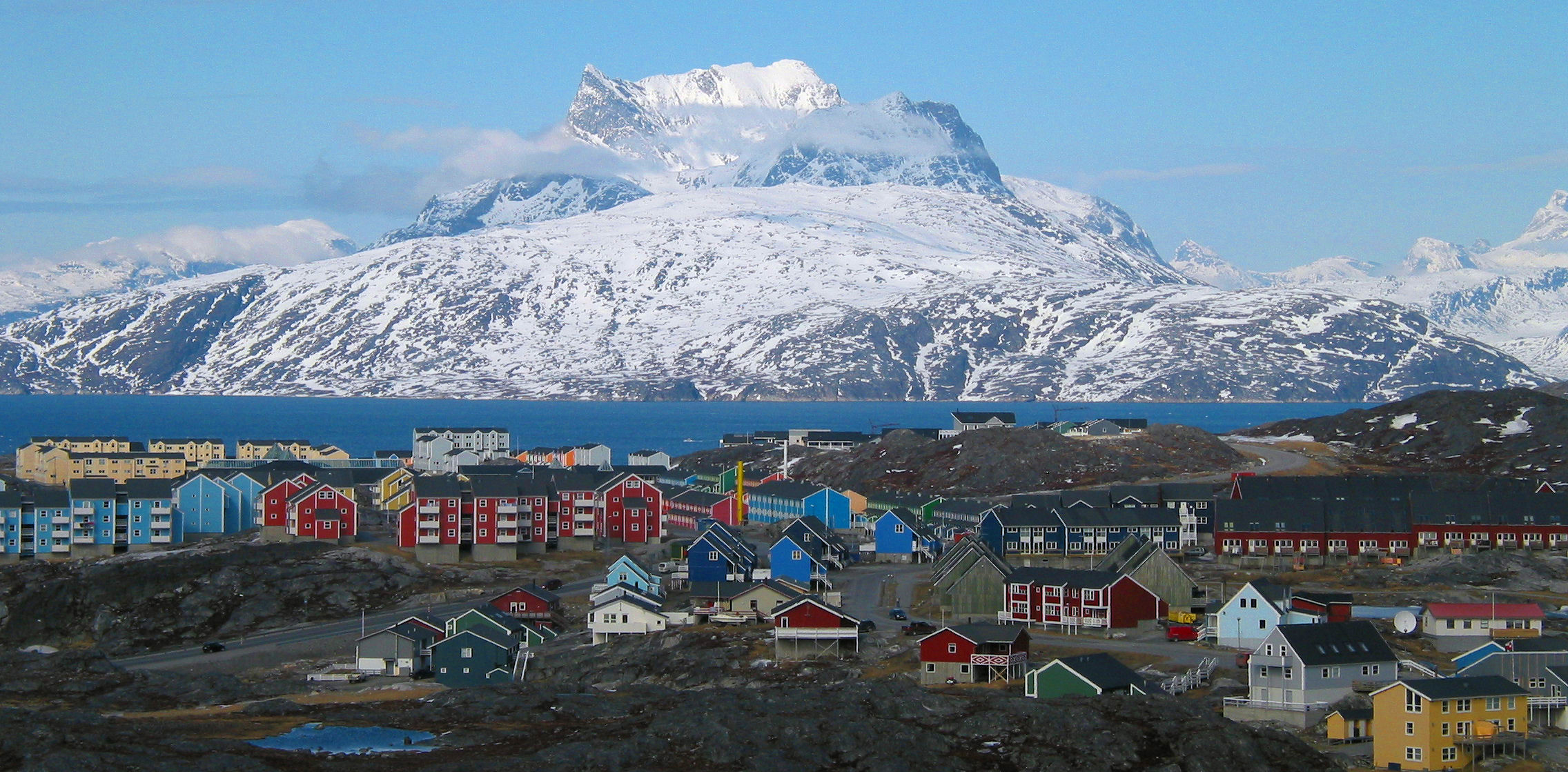
Nuuk, thủ đô của Greenland

Khu vực đồi núi phía Tây được xẻ dọc ở giữa thành các dãy núi Rocky và các dãy núi duyên hải ở California, Oregon, Washington và British Columbia; ở giữa chúng là Đại Bồn Địa—một khu vực thấp hơn với những dãy núi nhỏ và hoang mạc thấp. Ngọn núi cao nhất ở đây là đỉnh Denali ở Alaska.

### Địa chất

#### Lịch sử địa chất

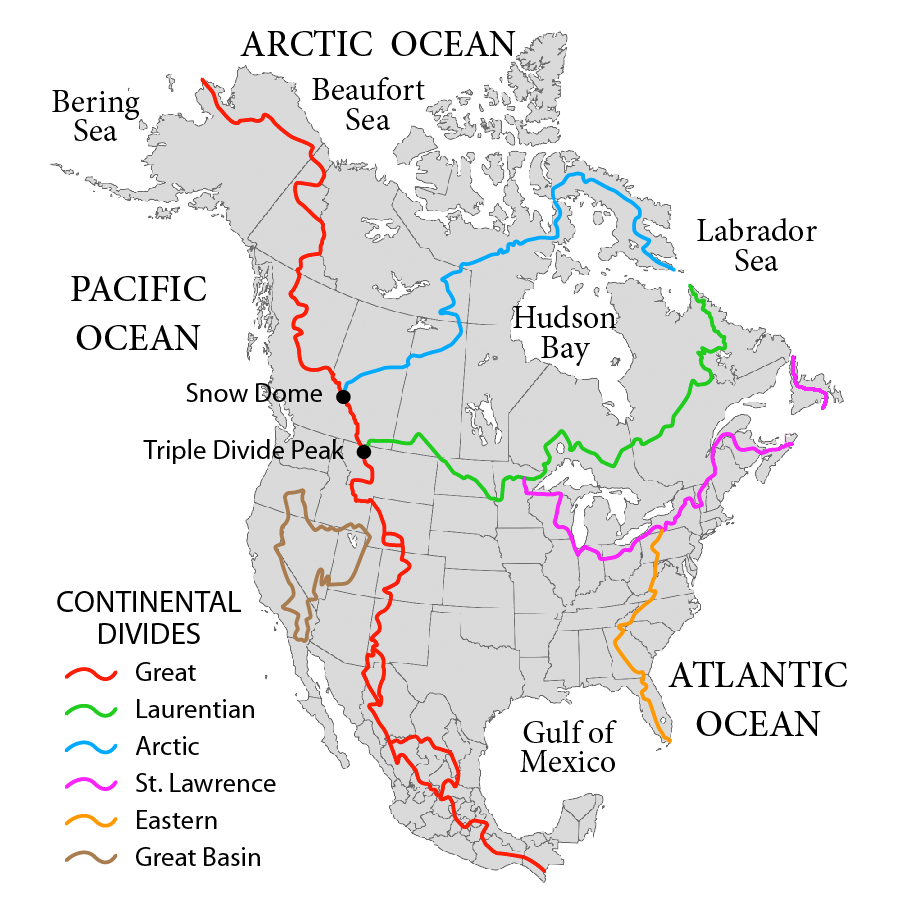
Bản đồ phân chia thủy học của Canada, Hoa Kỳ và Mexico

Ở trung tâm Bắc Mỹ là một nền lục địa cổ được hình thành từ 1,5 đến 1,0 tỉ năm trước trong liên đại Nguyên sinh có tên là Laurentia. Từ cuối đại Cổ sinh đến đầu đại Trung sinh, Bắc Mỹ là một phần của siêu lục địa Pangaea cũng như các lục địa khác của thế giới ngày nay và giáp lục địa Âu-Á về phía Đông. Sự hình thành của Pangaea đã tạo ra dãy núi Appalachi khoảng 480 triệu năm trước, vì thế đây là một trong những dãy núi lâu đời nhất trên thế giới. Khi Pangaea bắt đầu rạn nứt vào khoảng 200 triệu năm trước, Bắc Mỹ trở thành một phần của Laurasia, rồi sau đó tách ra khỏi lục địa Âu-Á và trở thành một lục địa độc lập vào khoảng giữa kỷ Phấn trắng. Dãy Rocky và các dãy núi khác ở phía Tây cũng bắt đầu được hình thành trong một thời kỳ kiến tạo sơn xảy ra từ 80 đến 55 triệu năm trước. Eo đất Panama kết nối Bắc và Nam Mỹ có thể đã được hình thành từ 12 đến 15 triệu năm trước, còn Ngũ Đại Hồ (cũng như nhiều hồ và sông nước ngọt khác ở phía Bắc) được hình thành khi băng hà rút đi 10.000 năm trước.
Bắc Mỹ là nguồn gốc phần lớn tri thức của nhân loại về niên đại địa chất của Trái Đất. Khu vực địa lý mà hiện nay là Hoa Kỳ là nơi mà nhiều loài khủng long được phát hiện nhất trong số tất cả các quốc gia hiện đại. Theo nhà cổ sinh vật học Peter Dodson, điều này là kết quả của các yếu tố địa tầng học, khí hậu, địa lý, con người và lịch sử. Nguồn hóa thạch khủng long kỷ Jura Muộn nhiều nhất ở Bắc Mỹ là hệ tầng Morrison, phía Tây Hoa Kỳ.

#### Địa chất Trung Mỹ
Trung Mỹ là nơi xảy ra nhiều hoạt động địa chất như phun trào núi lửa và động đất. Năm 1976, ở Guatemala xảy ra một trận động đất lớn khiến 23.000 người thiệt mạng; Managua, thủ đô của Nicaragua, cũng bị các trận động đất tàn phá vào năm 1931 và năm 1972, trong đó trận động đất vào năm 1972 đã làm khoảng 5.000 người thiệt mạng; El Salvador đã bị tàn phá bởi một trần động đất vào năm 1986 và hai trận động đất vào năm 2001; một trận động đất đã tàn phá miền Bắc và miền Trung Costa Rica vào năm 2009, khiến ít nhất 34 người thiệt mạng; cũng vào năm 2009, ở một trận động đất mạnh ở Honduras đã làm ít nhất 7 người thiệt mạng. Năm 1968, núi lửa Arenal ở Costa Rica phun trào và khiến 87 người thiệt mạng. Nham thạch từ các núi lửa làm đất đai trở nên màu mỡ, từ đó tạo ra các khu vực cao nguyên có sản lượng nông nghiệp lớn có thể nuôi sống mật độ dân cư lớn.
Trung Mỹ có nhiều dãy núi; trong đó dài nhất là dãy Sierra Madre de Chiapas, dãy Cordillera Isabelia và dãy Cordillera de Talamanca. Ở giữa các dãy núi là những thung lũng màu mỡ phù hợp cho con người sinh sống; phần lớn dân số của Honduras, Costa Rica và Guatemala sống trong các thung lũng. Thung lũng cũng là nơi phù hợp để canh tác cà phê, đậu và các loại hoa màu khác.

### Khí hậu

Bản đồ phân loại khí hậu Köppen

Bắc Mỹ là một lục địa rất lớn kéo dài từ vòng Bắc Cực đến chí tuyến Bắc. Greenland, cũng như khu vực Canadian Shield, có khí hậu đài nguyên với nhiệt độ trung bình 10 đến 20 °C (50 đến 68 °F), tuy nhiên, ở trung tâm Greenland là một dải băng rất lớn. Khí hậu đài nguyên này có phạm vi trên khắp Canada và kết thúc ở dãy núi Rocky (mặc dù vẫn bao gồm Alaska) cũng như ở cuối Canadian Shield, gần Ngũ Đại Hồ. Khu vực ở phía Tây dãy núi Cascade có khí hậu ôn đới với lượng mưa trung bình là 20 inch (510 mm). Miền duyên hải California có khí hậu Địa Trung Hải với nhiệt độ trung bình ở các thành phố như San Francisco là 57 đến 70 °F (14 đến 21 °C) trong suốt cả năm. Khu vực từ bờ Đông đến phía Đông tiểu bang North Dakota (theo chiều ngang) và đến tiểu bang Kansas (theo chiều dọc) có khí hậu lục địa ẩm với các mùa rõ rệt và lượng mưa trung bình hàng năm lớn, ví dụ như 50 inch (1.300 mm) ở Thành phố New York.

### Sinh thái
Các loài động vật nổi bật ở Bắc Mỹ bao gồm bò bison, gấu đen, báo đốm, báo sư tử, cầy thảo nguyên, gà tây, linh dương sừng nhánh, gấu mèo, sói đồng cỏ và bướm vua.
Các loài thực vật nổi bật được canh tác ở Bắc Mỹ bao gồm thuốc lá, ngô, bí, cà chua, hoa hướng dương, việt quất, bơ, bông Mexico, ớt và vani.